# Ulica Józefa Poniatowskiego w Prudniku
Ulica księcia Józefa Poniatowskiego w Prudniku – ulica w Prudniku, w południowej części miasta.
Stanowi drogę łączącą śródmieście Prudnika z Lipami oraz Lasem Prudnickim i Górami Opawskimi.

## Historia

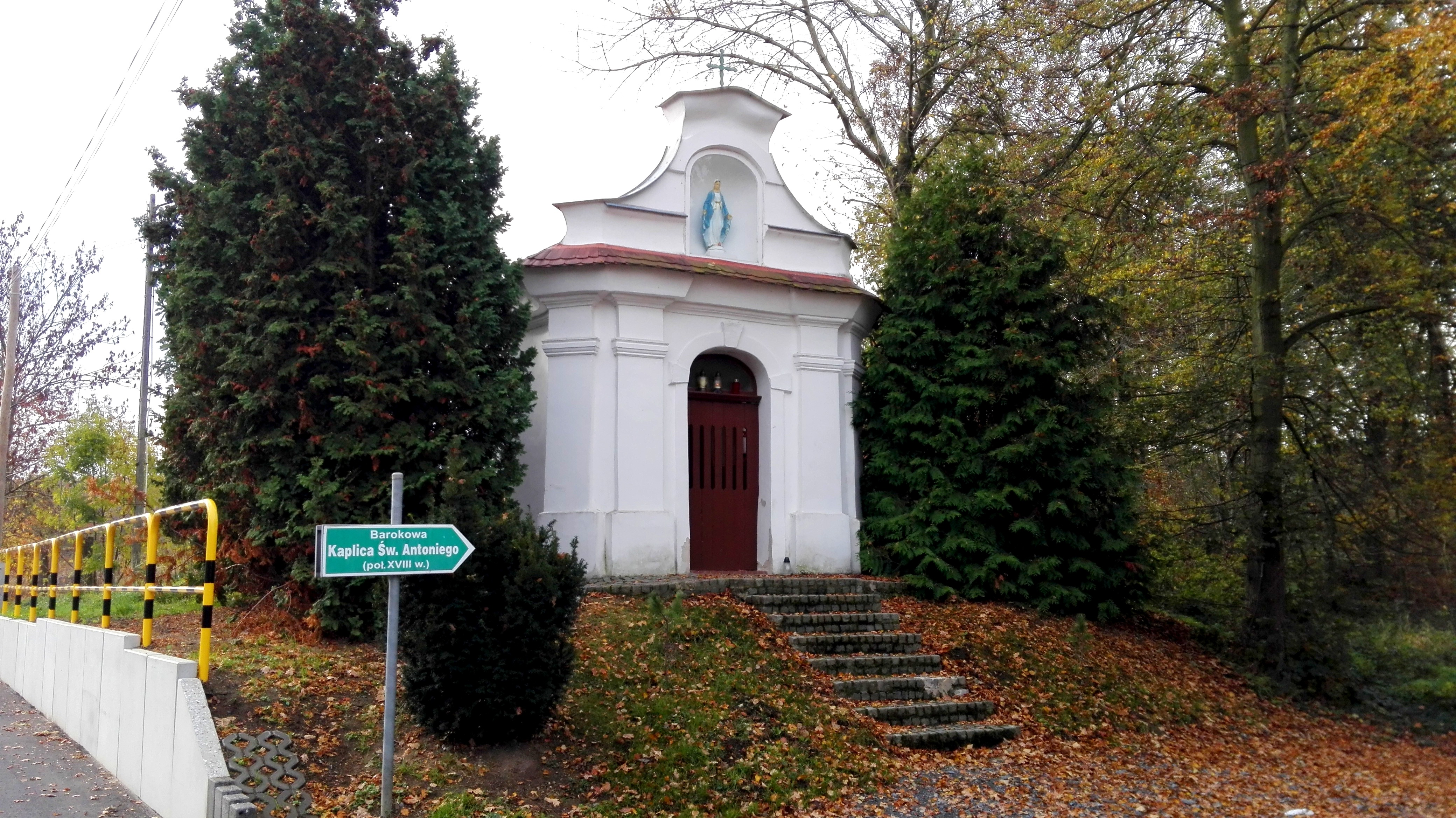
Kapliczka św. Antoniego

Ulica stanowiła drogę łączącą Prudnik z Bartultovicami i Vysoką zanim powstała tzw. Cesarska Szosa z Prudnika do Trzebiny (w ciągu drogi krajowej nr 41). W XVIII wieku przy drodze powstał folwark nazywany Piltzvorwerk lub Buchenvorwerk. Ostatecznie przyjęła się nazwa Lindenvorwerk. Współcześnie jest to część Prudnika nosząca nazwę Lipy. Ulica nosiła nazwę Vorwerkstrasse (ul. Folwarczna). Łączyła się polną drogą z sanktuarium Matki Bożej Bolesnej.

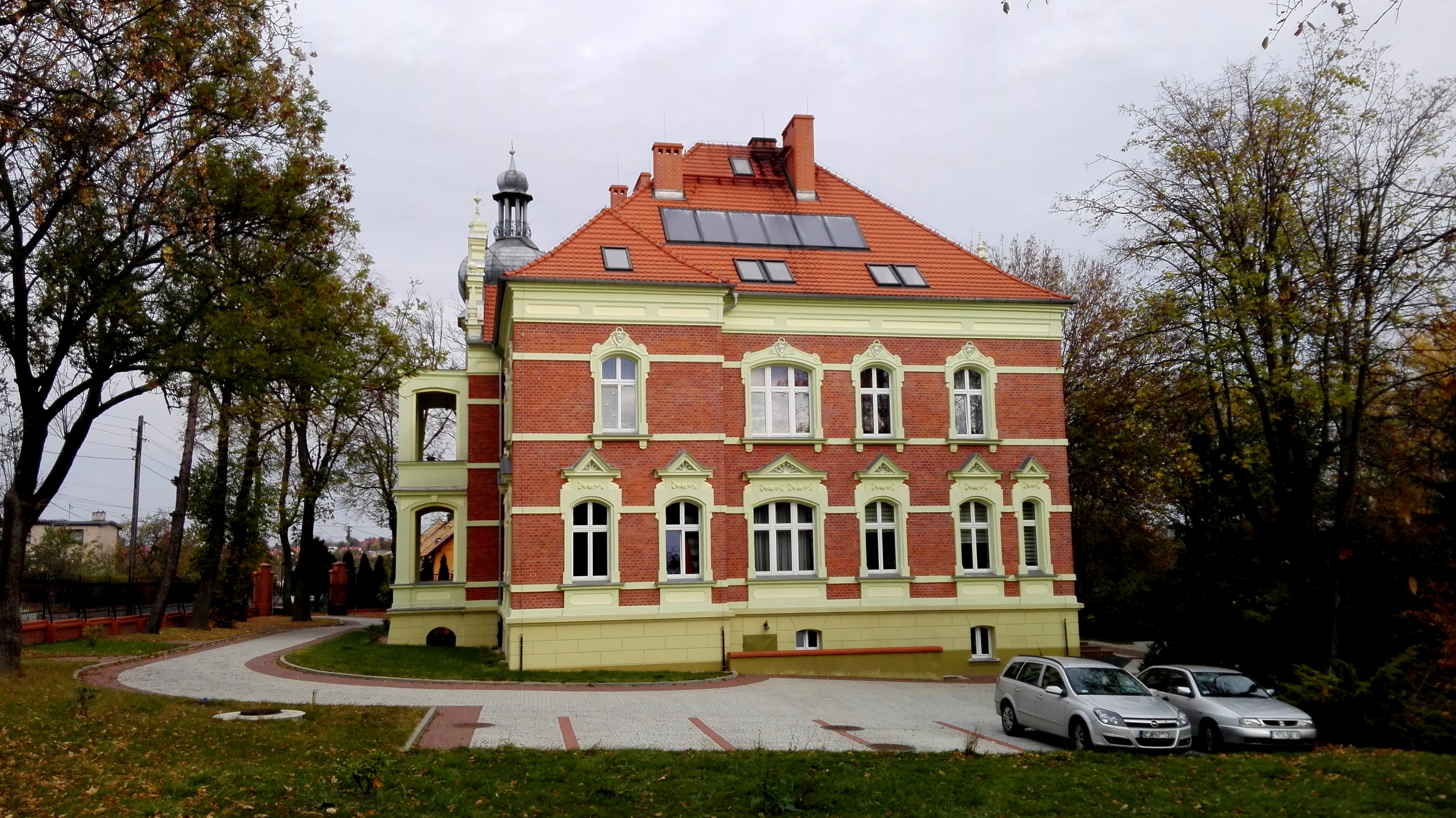
Pałac Fipperów

Około 1750 przy ulicy wzniesiono kapliczkę św. Antoniego. Właścicielami folwarku przy ul. Poniatowskiego została rodzina Fipperów, która wzniosła w tym miejscu cegielnię. W 1899 Fipperowie zbudowali przy ulicy pałac. W XIX wieku na uboczy drogi powstał klasztor alkantarzystów, który następnie przejęli franciszkanie. Ulica była jedną z miejskich tras spacerowych.

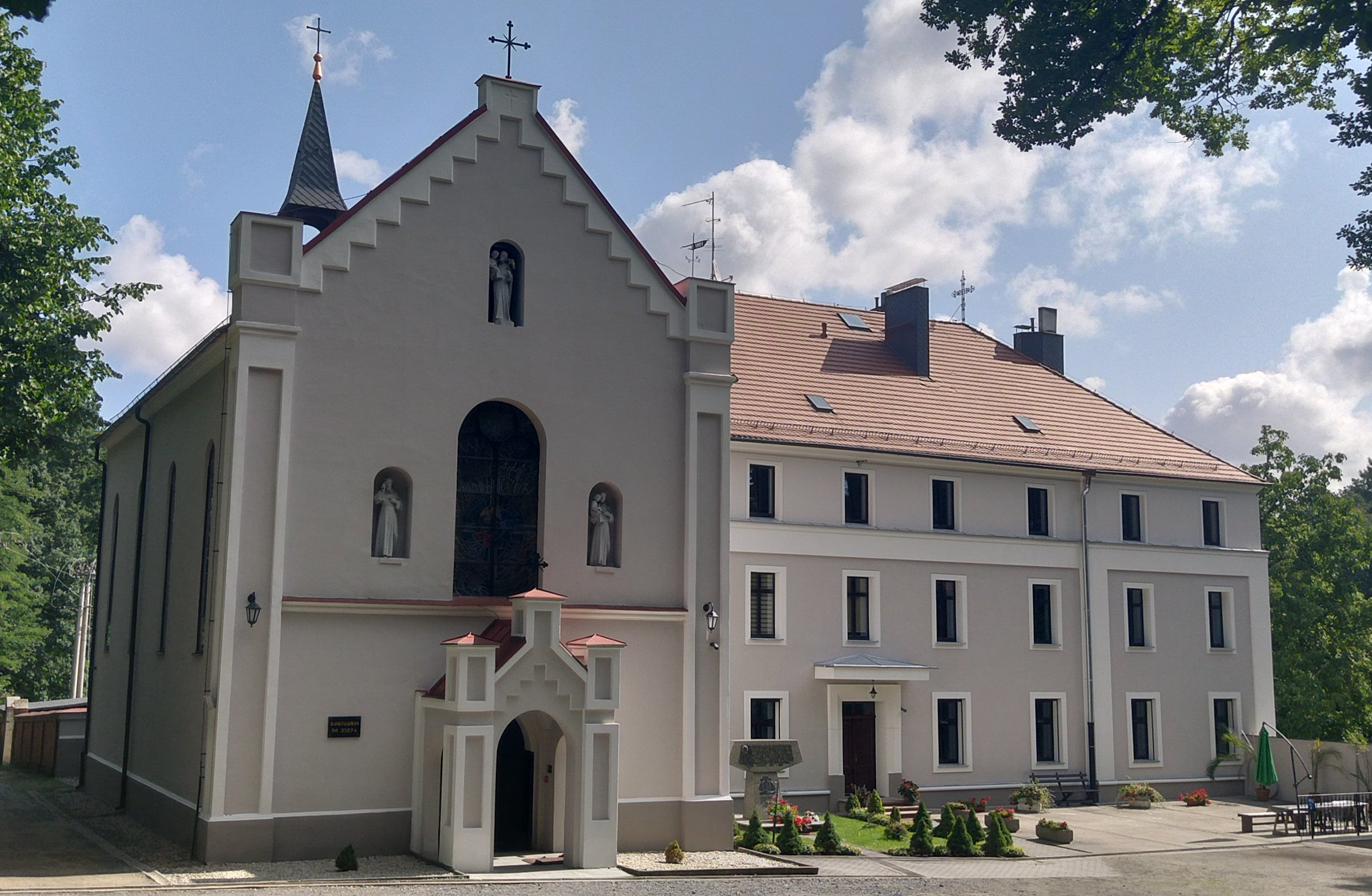
Klasztor franciszkanów

W 1937 ulica nosiła nazwę Lindenvorwerkstrasse (ul. Folwarku Lipy). Od kwietnia 1942 na terenie folwarku i klasztoru franciszkanów przy ul. Poniatowskiego znajdowała się jedna z tajnych składnic tworzących Listę Grundmanna, zabezpieczona przez polskie służby w maju 1945.
Po zakończeniu II wojny światowej i przejęciu Prudnika przez administrację polską, w pałacu Fipperów ulokowano siedzibę Stadninę Koni Prudnik. Budynki cegielni zostały rozebrane. W latach 1954–1955 w budynku klasztoru franciszkanów przy ul. Poniatowskiego więziony był prymas Stefan Wyszyński (klasztor został przyłączony do ul. Poniatowskiego uchwałą Miejskiej Rady Narodowej w Prudniku z 1977, wcześniej znajdował się pod adresem „Klasztor Las”). W 1982 przy pałacu przy ul. Poniatowskiego powstawały zdjęcia do filmu Kilka dni na ziemi niczyjej.

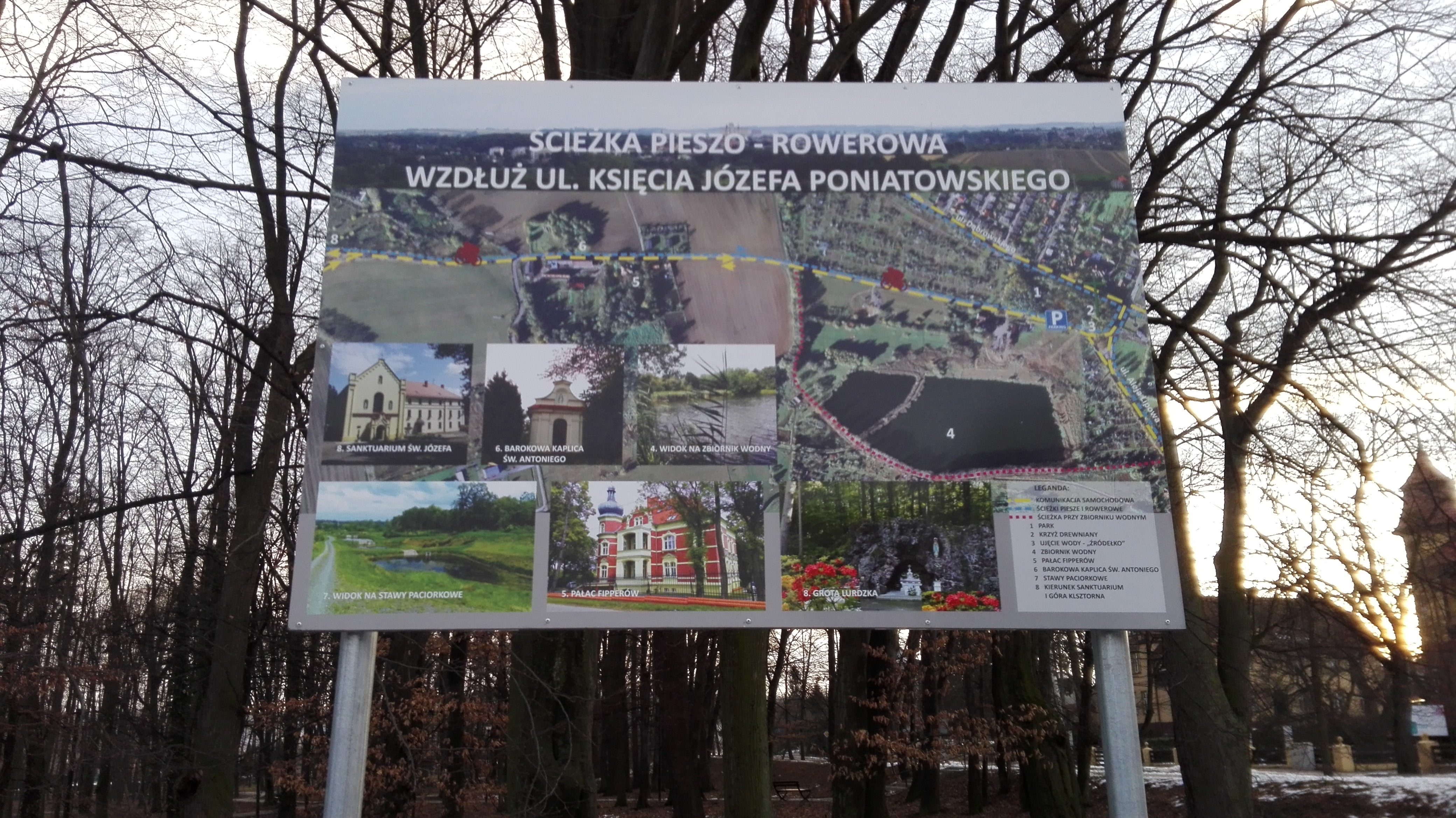
Mapa ścieżki pieszo-rowerowej wzdłuż ul. Poniatowskiego

Przy ulicy wybudowano dwa bloku mieszkalne, a po 1990 powstał dom jednorodzinny. Na łąkach na wschód od ulicy utworzono staw, będący największym zbiornikiem wodnym na terenie Prudnika. Gospodarcze zabudowania folwarku zachowały się do czasów współczesnych. 27 czerwca 1997 przy ul. Poniatowskiego oddano do użytku miejską oczyszczalnię ścieków. W 2018 wzdłuż ulicy zbudowano ścieżkę pieszo-rowerową. Powstała również ścieżka pieszo-rowerowa wokół stawu wraz z trzema platformami widokowymi.

## Obiekty
- Park Przy Świętym Źródle

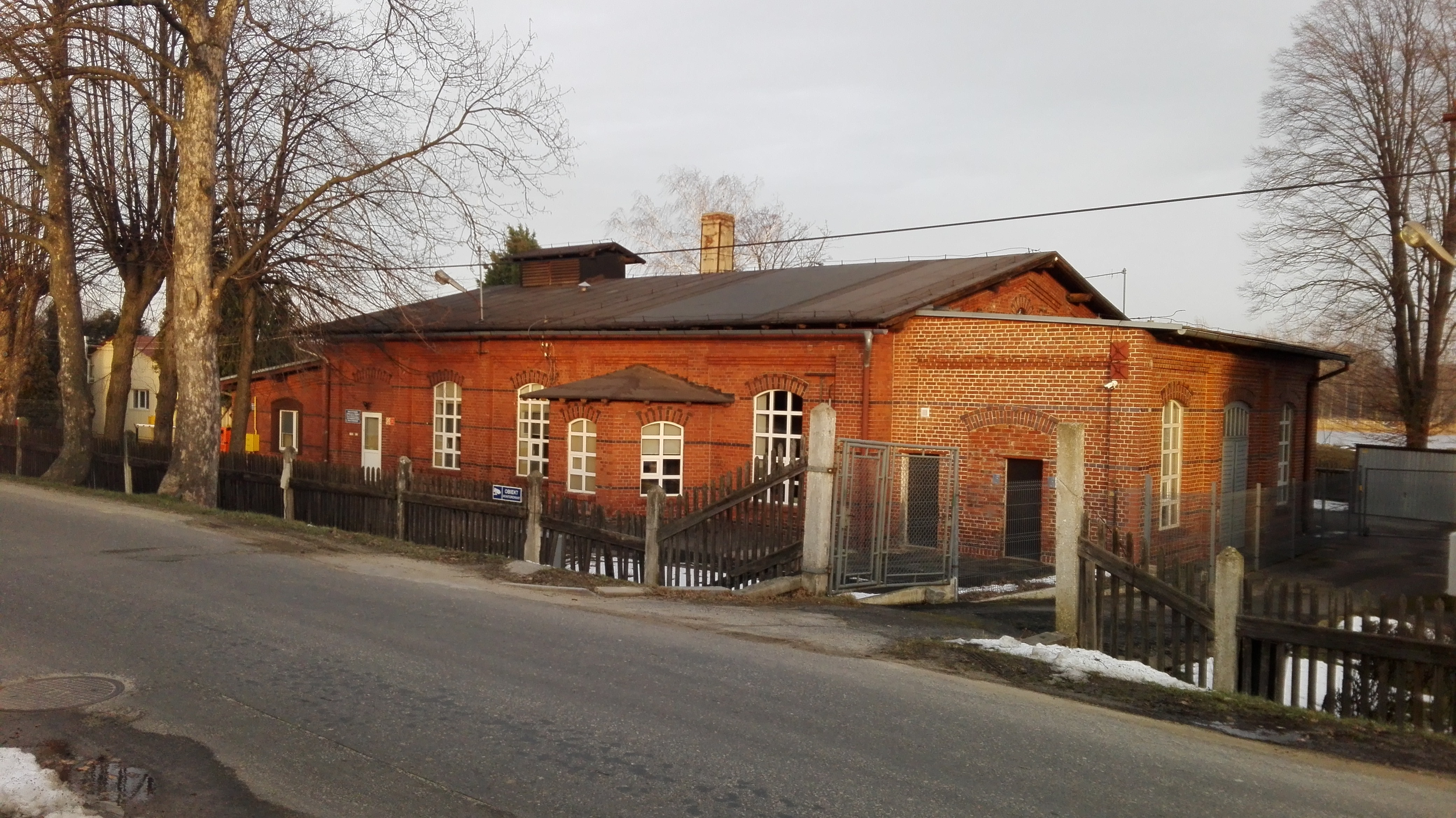
Zakład Wodociągów i Kanalizacji

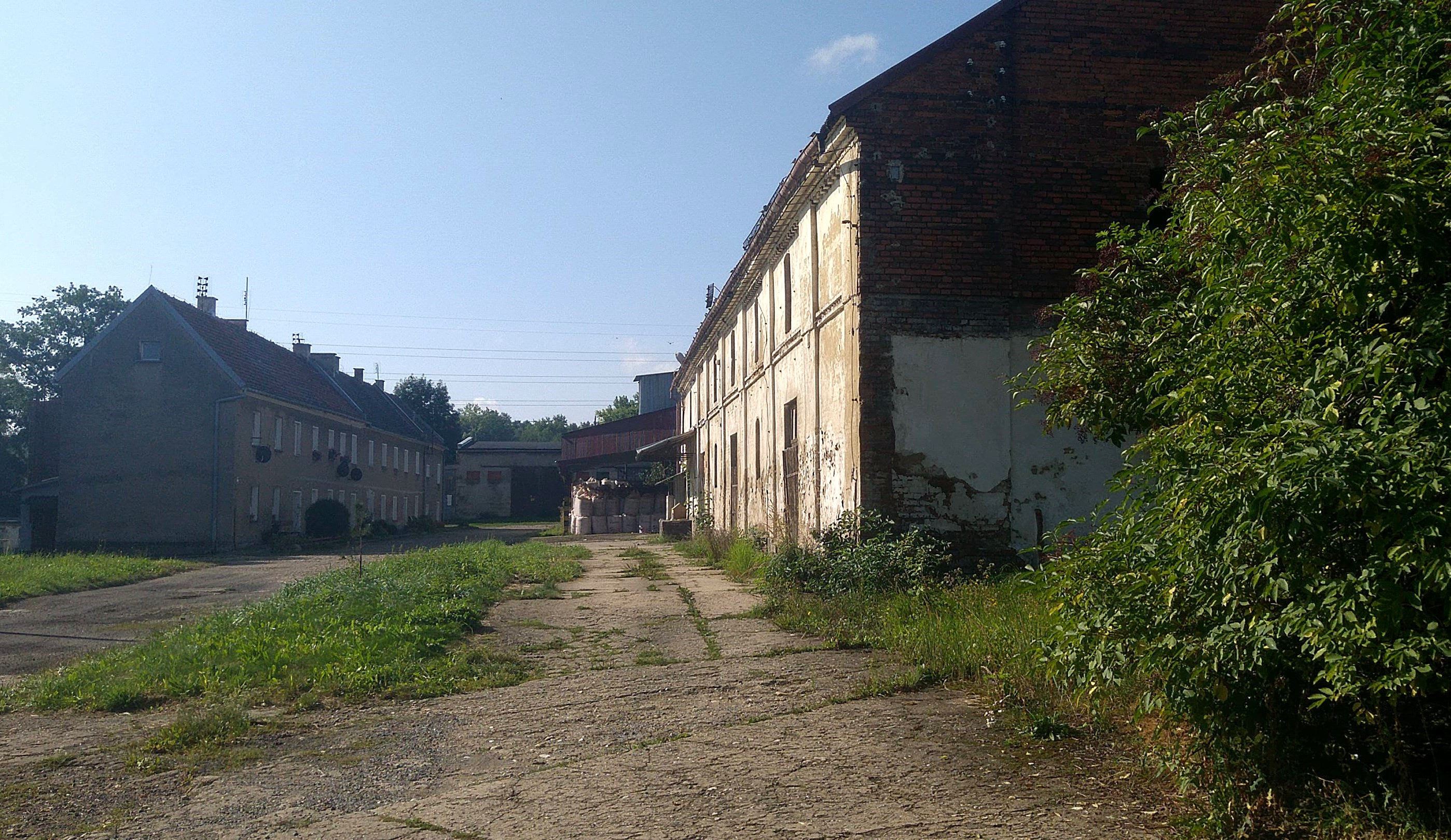
Zabudowania gospodarcze

- nr 1 – Zakład Wodociągów i Kanalizacji[6].
- nr 2 – blok mieszkalny, powstały w okresie PRL-u[1].
- nr 2a – blok mieszkalny, powstały w okresie PRL-u[1].
- nr 3a – pałac Fipperów, siedziba Stadniny Koni Prudnik[1].
- nr 3b – zabudowania gospodarcze dawnego folwarku[1].
- nr 5 – klasztor franciszkanów[1].
- nr 7 – Miejska Oczyszczalnia Ścieków[1].

### Zabytki
Do wojewódzkiego rejestru zabytków wpisana jest kapliczka przydrożna św. Antoniego.
Według stanu na 2024 do gminnej ewidencji zabytków było wpisanych 16 obiektów położonych przy ul. Poniatowskiego: zespół klasztorny franciszkanów pod numerem 5 (kościół św. Jóżefa, grota lurdzka, dwa budynki gospodarcze, stacje drogi krzyżowej, ogrodzenie), kapliczka przydrożna, pałac (pod numerem 3), dom i dwie obory oraz magazyn w zespole budynków Stadniny Koni (pod numerem 3a), dwa domy (pod numerami 1a i 3), Zakład Wodociągów i Kanalizacji (pod numerem 1).

## Wydarzenia
Na ulicy księcia Józefa Poniatowskiego organizowane są imprezy o charakterze regionalnym i krajowym, między innymi: Zlot Motocyklowy, Mistrzostwa Ziemi Opolskiej Nordic Walking, Maraton MTB oraz Mistrzostwa Polski w Półmaratonie Górskim Nordic Walking.